# Traian Ștef
Traian Ștef este poet, eseist, redactor al revistei Familia. S-a născut la 23 iunie 1954 în satul Brădet, comuna Buntești, județul Bihor. Este membru al Uniunii Scriitorilor din România din 1994, membru al ASPRO din 1994 și redactor al revistei Familia din 1990 și până în prezent.

## Biografie și activitate literară
Traian Ștef este poet, eseist și prozator. Folosește pseudonimul Emanuel Don foarte rar, în jurnalistică. A urmat studiile elementare în satul natal, apoi la Oradea, iar cele liceale la liceul Mihai Eminescu (atunci nr. 4) din Oradea. A absolvit în anul 1979 Facultatea de Filologie, Cluj, secția română-franceză. A activat ca profesor la Liceul Industrial Popești, Școala Cuzap, Bihor, între anii 1979-1986. A fost metodist la Centrul județean al creației populare între anii 1986-1990, iar din 1990 este redactor la revista Familia. A colaborat la revistele: „Echinox”, „Familia”, „Vatra”, „Steaua”, „Tribuna”, „Poesis”, „Arca”, „Orizont”, „Ramuri”, „Interval”, „Convorbiri literare”, „Observator cultural”, „Calende”, „Paralela 45”, „22”, „Provincia”, la ziarele: „Transilvania jurnal” (Brașov), „Gazeta de vest” (Oradea), „Vest” (Oradea). A colaborat în volumele colective și în antologii precum: Catarge, Editura Eminescu, 1977; Caietul debutanților, Editura Albatros, 1982; Un sfert de veac de poezie (la Sighetul Marmatiei), Fundatia Luceafărul, 1998, antologie de Vasile Muste, prefața de Laurentiu Ulici; Romanian poets of the 80s and 90s, Editura Paralela 45, antologie de Andrei Bodiu, Romulus Bucur, Georgeta Moarcăș, Pitesti, 1999; Corabia cu poeti, antologie de Ioan Moldovan, Biblioteca revistei Familia, Oradea, 2002. A debutat în revista Familia, nr.6, 1974, cu poezie. Publicase și în revista liceului, „Ritmuri incandescente”, poezie și eseuri, începînd cu clasa a X-a (anul școlar 1970-1971). Debutul editorial se produce cu volumul Călătoria de ucenic, poeme, 1993. Este membru al Uniunii Scriitorilor din 1994 și al ASPRO din 1994. Este unul din membrii mișcării echinoxiste.,

## Premii literare
- Premiul Revistei „Amfiteatru”, 1977;
- Premiul pentru debut al Revistei „Poesis”, pentru volumul Calătoria de ucenic, Satu Mare 1994;[4]
- Premiul filialei Arad a Uniunii Scriitorilor pentru același volum, Arad, 1994;
- Premiul special pentru eseu al Salonului internațional de carte, Oradea, 1998 si diploma salonului de carte de la Cluj, 1998, pentru volumul Ridicolul;
- Premiul pentru poezie al filialei Arad a Uniunii Scriitorilor, 1998, pentru Femeia in roz;
- Premiul pentru proză al filialei Arad a Uniunii Scriitorilor, 2003, pentru volumul Orbul și dintele de aur;[5]
- prezența în topul revistei „Cuvîntul”: pentru ideologie, volumul Despre mistificare (1997) și pentru poezie, volumul Femeia în roz (1998);
- Prezența în topul pentru eseu al revistei „Observator cultural” a volumului Despre calitatea umană, 2000.
- Premiul de excelență pentru literatură al Primăriei Oradea pe anul 2003.
- Premiul Uniunii Scriitorilor din România, filiala Arad, 2011, pentru volumul PovestireaȚiganiadaei[6]

## Opera literară

### Aprecieri critice
„„Un moralist de tip clasic, adică de tip francez, e Traian Ștef. Atât de pur și structural moralist încât nu i-au ajuns trei cărți de eseuri de gen (Despre mistificare, Biblioteca Revistei Familia, 1998, Ridicolul, Paralela 45, 1998, Despre calitatea umană, Paralela 45, 2000), ci s-a extins cu moralismele și-n poezie; ultimele sale două volume din această specie, și cu deosebire penultimul, de spirit latin (Epistolele către Alexandros, Paralela 45, 2004, respectiv Didascaliile, Paralela 45, 2007), sunt și ele dovezi ale alertei morale și ale reacției sceptice la realitatea văzută ca spectacol cam grotesc; dar spectacolul vizionat de un poet etician.””—Alexandru Cistelecan
„„Cum s-ar putea explica această constantă, apăsată rezervă față de prezent a eseistului? Cărturarii Școlii ardelene, intelighenția militantă pentru drepturile românilor transcarpatini aveau o justificată, cronică nemulțumire față de actualitatea lor, strîmbă, vexatoare în raport cu etnia pe care o reprezentau. Misia luptătoare pe care au adoptat-o le impunea o sobrietate, o disciplină incompatibilă cu tihna, cu destinderea euforică a momentului, așa cum o recomanda bardul latin: „Bucură-te de ziua de azi și încrede-te prea puțin în cea de mîine”. Dimpotrivă, tensiunea lor morală se îndrepta spre viitor, concentrată într-un ideal pe tărîmul căruia trecuseră cu arme și bagaje. Negăsind satisfacție în prezent, se transpuneau într-o așteptare cu miză istorică (Camus: „Pentru un om a căpăta conștiința prezentului său înseamnă a nu mai aștepta nimic”). Li se pot alătura, desigur, poeții mesianici transilvani, de la Goga, Aron Cotruș la Beniuc cel al începuturilor... Traian Ștef se prezintă drept un condei lucid și integru, din rîndul celor ce ne propun să ne asumăm sarcina unei istorii ce-și asumă, la rîndul său, sarcina culturii, pentru a ne readuce la condiția normalității.””—(Gheorghe Grigurcu,

### Volume publicate
- Călătoria de ucenic, poeme, 1993.
- Femeia în roz, poeme, Biblioteca Revistei Familia, Oradea, 1997.
- Despre mistificare, Biblioteca Revistei Familia, Oradea, 1998.
- Ridicolul, eseuri, Editura Paralela 45, Pitești, 1998.
- Tandrețea dintre noi, poeme, Editura Axa, Botoșani, 1999, colecția La steaua-poeți optzeciști.
- Despre calitatea umană, eseuri, Editura Paralela 45, Pitești, 2000.
- Leonid Dimov (împreună cu Viorel Mureșan), Editura Aula, Brașov, 2000, Brașov.
- Orbul și dintele de aur, povestire eseisticopoematică, Editura Paralela 45, Pitești, 2002.
- A vilagtalan es az aranyfog (traducerea în maghiară a cărții de mai sus), Editura Literator, 2004, Oradea.
- Epistolele către Alexandros, Editura Paralela 45, 2004.
- Femeia din creier, 2007.
- Sufletul Patriei, 2007.
- Didascaliile, 2007.
- Deficitul de prezent, 2009.
- Povestirea Țiganiadei, Editura „Paralela 45“, 2010.
- Ceremoniile, [antologie de autor], Editura Tipo Moldova, Iași, 2011.
- Cardul de credit, Editura Tracus Arte, 2013.
- Laus, Editura Școala Ardeleană, Cluj-Napoca, 2015.
- Poemul de dragoste, Editura Școala Ardeleană, Cluj-Napoca, 2016.
- Epopeea sobolanului Louse, Editura Școala Ardeleană, Cluj-Napoca, 2018.

## Lectură bibliografică suplimentară
- Curticăpeanu Doina. Monografii canonice (II). (Viorel Mureșan; Traian Ștef, Dimov, Brașov : Editura Aula, 2000. Recenzie). Familia, 37, nr. 4, 2001, p. 32-34, sursa - Biblioteca Centrală Universitară Cluj-Napoca - Scriitori romani - Istorie si critica literara, pag. 1376
- Popa Constantin M. Eseul critic. În: Popa Constantin M.: Brațul de la Lepanto. (Viorel Mureșan, Traian Ștef, Leonid Dimov), monografie, antologie comentată, receptare critică, Brașov : Aula, 2000. Craiova : Scrisul Românesc, 2003, p. 118-121., sursa - Biblioteca Centrală Universitară Cluj-Napoca - Scriitori romani - Istorie si critica literara, pag. 1378
- Galu Cristina. Trei poeți. (George Vulturescu, Scrisul agonic; Traian Ștef, Tandrețea dintre noi; Paul Vinicius, Eclipsa). Steaua, 51, nr. 2-3, 2000, p. 62-64., sursa - Biblioteca Centrală Universitară Cluj-Napoca - Scriitori romani - Istorie si critica literara, pag. 4555
- Bodiu Andrei; Bucur Romulus; Moarcăș Georgeta. Traian Ștef. În: Bodiu Andrei ; Bucur Romulus ; Moarcăș Georgeta. Romanian poets of the '80s and '90s. A concise anthology. (Scurt text biografic cu portretul autorului Traian Ștef). Pitești : Paralela 45, 1999, p. 98., sursa - Biblioteca Centrală Universitară Cluj-Napoca - Scriitori romani - Istorie si critica literara, pag. 4719
- Boldea Iulian. Patologia mistificării. (Traian Ștef, Despre mistificare, Oradea : Biblioteca Revistei Familia, 1998). Vatra, 27, nr. 9, 1998, p. 42., sursa - Biblioteca Centrală Universitară Cluj-Napoca - Scriitori romani - Istorie si critica literara, pag. 4719
- Borbély Ștefan. Solilocviul lui Odiseu. În: Borbély Ștefan: Cercul de grație. București : Paralela 45, 2003, p. 131-135., sursa - Biblioteca Centrală Universitară Cluj-Napoca - Scriitori romani - Istorie si critica literara, pag. 4719
- Bârsilă Mircea. Călătorie de ucenic. (Traian Ștef, Călătorie de ucenic, Oradea: Biblioteca Revistei Familia, 1993). Calende, 4, nr. 4-5, 1994, p. 8., sursa - Biblioteca Centrală Universitară Cluj-Napoca - Scriitori romani - Istorie si critica literara, pag. 4719
- Bărbulescu Simion. Modalități ale eseului. Convorbiri literare, 133, nr. 4, 1999, p. 28., sursa - Biblioteca Centrală Universitară Cluj-Napoca - Scriitori romani - Istorie si critica literara, pag. 4719
- Cesereanu Ruxandra. Poezia tânără în vreme de tranziție. Steaua, nr. 7-8, 1994, p. 38-39, sursa - Biblioteca Centrală Universitară Cluj-Napoca - Scriitori romani - Istorie si critica literara, pag. 4719
- Cistelecan Al. Ultimul mohican. (Traian Ștef, Călătoria de ucenic, Oradea : Biblioteca Revistei Familia, 1993). Vatra, 23, nr. 10, 1993, p. 7., sursa - Biblioteca Centrală Universitară Cluj-Napoca - Scriitori romani - Istorie si critica literara, pag. 4719
- Grigurcu Gheorghe. Despre ridicol. (Traian Ștef, Ridicolul, Pitești : Paralela 45, 1998). România literară, 36, nr. 37, 2003, p. 9., sursa - Biblioteca Centrală Universitară Cluj-Napoca - Scriitori romani - Istorie si critica literara, pag. 4720
- Grigurcu Gheorghe. Dus și-ntors. În: Grigurcu Gheorghe: Poezie română contemporană. Vol. 2. Iași : Editura Revistei Convorbiri literare, 2000, p. 453-456., sursa - Biblioteca Centrală Universitară Cluj-Napoca - Scriitori romani - Istorie si critica literara, pag. 4720
- Grigurcu Gheorghe. Spectacol în spectacol. (Traian Ștef, Femeia în roz, Oradea : Biblioteca Revistei Familia, 1997). România literară, 30, nr. 45, 1997, p. 5., sursa - Biblioteca Centrală Universitară Cluj-Napoca - Scriitori romani - Istorie si critica literara, pag. 4720
- Grigurcu Gheorghe. Spectacol în spectacol. În: Grigurcu Gheorghe. Poezie română contemporană. Vol. 2. Iași : Editura Revistei Convorbiri literare, 2000, p. 457-461., sursa - Biblioteca Centrală Universitară Cluj-Napoca - Scriitori romani - Istorie si critica literara, pag. 4720
- Grigurcu Gheorghe. Ulise ca prototip. (Traian Ștef, Despre calitatea umană, Pitești : Paralela 45, 2000). România literară, 33, nr. 39, 2000, p. 5., sursa - Biblioteca Centrală Universitară Cluj-Napoca - Scriitori romani - Istorie si critica literara, pag. 4720
- Soviany Octavian. Călătoria prin saloane a ucenicului. [Traian Ștef, Călătorie de ucenic, Oradea: Biblioteca revistei Familia, 1993]. Contemporanul, nr. 19-20-21, 1994, p. 5., sursa - Biblioteca Centrală Universitară Cluj-Napoca - Scriitori romani - Istorie si critica literara, pag. 4721
- Ștefănescu Alex. Cărți primite la redacție. (Traian Ștef, Ridicolul, Pitești : Paralela 45, 1998). România literară, 31, nr. 49, 1998, p. 4., sursa - Biblioteca Centrală Universitară Cluj-Napoca - Scriitori romani - Istorie si critica literara, pag. 4721
- Soviany Octavian. Călătoria prin saloane a ucenicului. (Traian Ștef, Călătorie de ucenic, Oradea: Biblioteca revistei Familia, 1993). Contemporanul, nr. 19-20-21, 1994, p. 5., sursa - Biblioteca Centrală Universitară Cluj-Napoca - Scriitori romani - Istorie si critica literara, pag. 4721